# Harramiz
Harramiz Quieta Ferreira Soares, noto semplicemente come Harramiz (São Tomé, 3 agosto 1990), è un calciatore saotomense, attaccante dell'Alverca.

## Carriera

### Club
Ha giocato 2 partite nella prima divisione portoghese con il Tondela e 3 partite nella prima divisione azera con il Neftçi Baku, trascorrendo poi il resto della carriera prevalentemente tra la seconda e la terza divisione portoghese.

### Nazionale
Tra il 2015 ed il 2023 ha totalizzato complessivamente 17 presenze e 2 reti con la maglia della nazionale di São Tomé e Príncipe.

## Statistiche

### Cronologia presenze e reti in nazionale
| Cronologia completa delle presenze e delle reti in nazionale ― São Tomé e Príncipe | Cronologia completa delle presenze e delle reti in nazionale ― São Tomé e Príncipe | Cronologia completa delle presenze e delle reti in nazionale ― São Tomé e Príncipe | Cronologia completa delle presenze e delle reti in nazionale ― São Tomé e Príncipe | Cronologia completa delle presenze e delle reti in nazionale ― São Tomé e Príncipe | Cronologia completa delle presenze e delle reti in nazionale ― São Tomé e Príncipe | Cronologia completa delle presenze e delle reti in nazionale ― São Tomé e Príncipe | Cronologia completa delle presenze e delle reti in nazionale ― São Tomé e Príncipe |
| Data                                                                               | Città                                                                              | In casa                                                                            | Risultato                                                                          | Ospiti                                                                             | Competizione                                                                       | Reti                                                                               | Note                                                                               |
| ---------------------------------------------------------------------------------- | ---------------------------------------------------------------------------------- | ---------------------------------------------------------------------------------- | ---------------------------------------------------------------------------------- | ---------------------------------------------------------------------------------- | ---------------------------------------------------------------------------------- | ---------------------------------------------------------------------------------- | ---------------------------------------------------------------------------------- |
| 5-9-2015                                                                           | São Tomé                                                                           | São Tomé e Príncipe                                                                | 0 – 3                                                                              | Marocco                                                                            | Qual. Coppa d'Africa 2017                                                          | -                                                                                  |                                                                                    |
| 11-10-2015                                                                         | Addis Abeba                                                                        | Etiopia                                                                            | 3 – 0                                                                              | São Tomé e Príncipe                                                                | Qual. Mondiali 2018                                                                | -                                                                                  |                                                                                    |
| 4-6-2016                                                                           | São Tomé                                                                           | São Tomé e Príncipe                                                                | 1 – 2                                                                              | Capo Verde                                                                         | Qual. Coppa d'Africa 2017                                                          | -                                                                                  |                                                                                    |
| 4-9-2016                                                                           | Rabat                                                                              | Marocco                                                                            | 2 – 0                                                                              | São Tomé e Príncipe                                                                | Qual. Coppa d'Africa 2017                                                          | -                                                                                  |                                                                                    |
| 22-3-2017                                                                          | São Tomé                                                                           | São Tomé e Príncipe                                                                | 0 – 1                                                                              | Madagascar                                                                         | Qual. Coppa d'Africa 2019                                                          | -                                                                                  |                                                                                    |
| 26-3-2017                                                                          | Antananarivo                                                                       | Madagascar                                                                         | 3 – 2                                                                              | São Tomé e Príncipe                                                                | Qual. Coppa d'Africa 2019                                                          | 1                                                                                  |                                                                                    |
| 4-9-2019                                                                           | São Tomé                                                                           | São Tomé e Príncipe                                                                | 0 – 1                                                                              | Guinea-Bissau                                                                      | Qual. Mondiali 2022                                                                | -                                                                                  |                                                                                    |
| 10-9-2019                                                                          | Bissau                                                                             | Guinea-Bissau                                                                      | 2 – 1                                                                              | São Tomé e Príncipe                                                                | Qual. Mondiali 2022                                                                | -                                                                                  |                                                                                    |
| 9-10-2019                                                                          | Belle Vue                                                                          | Mauritius                                                                          | 1 – 3                                                                              | São Tomé e Príncipe                                                                | Qual. Coppa d'Africa 2021                                                          | -                                                                                  |                                                                                    |
| 13-10-2019                                                                         | São Tomé                                                                           | São Tomé e Príncipe                                                                | 2 – 1                                                                              | Mauritius                                                                          | Qual. Coppa d'Africa 2021                                                          | -                                                                                  | 62’                                                                                |
| 13-11-2019                                                                         | Omdurman                                                                           | Sudan                                                                              | 4 – 0                                                                              | São Tomé e Príncipe                                                                | Qual. Coppa d'Africa 2021                                                          | -                                                                                  | 45’                                                                                |
| 18-11-2019                                                                         | São Tomé                                                                           | São Tomé e Príncipe                                                                | 0 – 1                                                                              | Ghana                                                                              | Qual. Coppa d'Africa 2021                                                          | -                                                                                  | 76’                                                                                |
| 13-11-2020                                                                         | Johannesburg                                                                       | Sudafrica                                                                          | 2 – 0                                                                              | São Tomé e Príncipe                                                                | Qual. Coppa d'Africa 2021                                                          | -                                                                                  |                                                                                    |
| 16-11-2020                                                                         | Port Elizabeth                                                                     | São Tomé e Príncipe                                                                | 2 – 4                                                                              | Sudafrica                                                                          | Qual. Coppa d'Africa 2021                                                          | 1                                                                                  |                                                                                    |
| 22-3-2023                                                                          | Freetown                                                                           | Sierra Leone                                                                       | 2 – 2                                                                              | São Tomé e Príncipe                                                                | Qual. Coppa d'Africa 2023                                                          | -                                                                                  | 90’                                                                                |
| 26-3-2023                                                                          | Agadir                                                                             | São Tomé e Príncipe                                                                | 0 – 2                                                                              | Sierra Leone                                                                       | Qual. Coppa d'Africa 2023                                                          | -                                                                                  | 45’                                                                                |
| Totale                                                                             |                                                                                    | Presenze                                                                           | 16                                                                                 |                                                                                    | Reti                                                                               | 2                                                                                  |                                                                                    |

## Palmarès

### Club

#### Competizioni nazionali
- Segunda Liga: 1

Estoril Praia: 2020-2021